# Мар'їн гай
Мар'їн Гай — парк-пам'ятка садово-паркового мистецтва місцевого значення в Україні. Об'єкт розташований на території Березівського району Одеської області, на околиці села Чернове. 
Площа 48 га. Оголошений об'єктом природно-заповідного фонду України в Миколаївському районі на землях Андрієво-Іванівського лісництва (кв. 6-8) рішенням облвиконкому від 18.05.1972 року № 234. 
«Мар'їн Гай» є ландшафтним лісопарком, що був посаджений 1875 року. Тут росте близько 50 деревно-чагарникових порід, у тому числі рідкісних для даної зони. Серед них — сосна австрійська, береза бородавчата, граб, дуб турецький, осина велетенська та інші. Парк є улюбленим місцем відпочинку населення Миколаївського району. 
У вересні 2007 року було прийнято охороне забов'язання відповідно до ст. 53 Закону України «Про природно-заповідний фонд України». Згідно з охоронним зобов'язанням, державне управління екології та природних ресурсів в Одеській області передає під охорону парк-пам'ятку садово-паркового мистецтва місцевого значення «Марїн Гай». Землекористувач ДП «Березівське лісове господарство» бере на себе зобов'язання щодо охорони, збереження та раціонального використання об'єкта ПЗФ «Марїн Гай» та забезпечує додержання встановленого режиму на його території згідно з чинним законодавством і цим зобов'язанням.

## Історія виникнення гаю
Поміщик Куріс збудував своїй дочці будинок на березі річки Тилігул. У 1875 році на березі річки було насаджено гай на площі 48 га із 50 порід дерев, здебільшого різних видів дуба. Ця місцевість одержала назву Мар'їна Роща на честь дочки Куріса. Згодом пан Куріс поселився недалеко біля Одеси, а донька його жила в своєму будинку до революції 1917 року. Нині ліс Мар'їна Роща має 99 га землі. У ньому висадили акації, у 1953-54 році посадили сосну, а також на місці улоговини із джерелами утворено штучне озеро.